# Michel Muller
Michel Muller (Vienna, 9 settembre 1966) è un attore, regista, sceneggiatore e comico francese con cittadinanza austriaca.

## Biografia
Come personaggio televisivo si distingue per un umorismo dissacrante, sprovvisto di ogni autocensura. Oltre a ruoli in diverse fiction televisive francesi, ha recitato anche in film a distribuzione internazionale.

## Filmografia
- Train de vie - Un treno per vivere (1998)
- Come un pesce fuor d'acqua (Comme un poisson hors de l'eau), regia di Hervé Hadmar (1999)
- Asterix & Obelix contro Cesare (1999)
- Taxxi 2 (2000)
- Wasabi (2001)
- Il tulipano d'oro (2003)
- Bastardo dentro (2003)
- Les Dalton, regia di Philippe Haïm (2004)
- I Borgia - serie TV (2011-2012)

## Doppiatori italiani
- Fabrizio Mazzotta in Come un pesce fuor d'acqua
- Luigi Ferraro in Wasabi